# Raquel Rodríguez (calciatrice)
Raquel Rodríguez Cedeño (San José, 28 ottobre 1993) è una calciatrice costaricana, attaccante del Kansas City Current e della nazionale costaricana.

## Carriera

### Universitaria
Iscritta alla Pennsylvania State University, gioca nella formazione di calcio femminile del Penn State Nittany Lions, la sua divisione sportiva, dal 2012 al 2015, conquistando con la sua squadra al suo ultimo anno di attività l'NCAA Division I Women's Soccer Championship, e grazie alle prestazioni sportive durante il campionato, l'Hermann Trophy per il 2015.

### Club
Nel corso del draft della National Women's Soccer League (NWSL), Rodríguez sottoscrive un contratto con lo Sky Blue per la stagione 2016.

### Nazionale
Nel 2007, a soli 13 anni, Rodríguez viene convocata dalla federazione calcistica della Costa Rica (FEDEFUTBOL) per vestire la maglia della nazionale Under-17 con la quale debutta in un incontro internazionale il 20 ottobre nella partita contro le avversarie pari età del Nicaragua.
Grazie alle sue qualità viene inoltre inserita nella rosa della formazione che partecipa, dal 28 ottobre, data del suo 14º compleanno, al mondiale Under-17 di Nuova Zelanda 2008, dove la squadra, inserita nell'ostico gruppo B, dovrà affrontare Corea del Nord, Germania e Ghana. Durante il torneo, il 1º novembre a Christchurch, nella partita persa per 2-1 con la Corea del Nord segna l'unica rete siglata dalla Costa Rica, rete che è anche la prima segnata dalla formazione costaricana in un torneo mondiale. perdendo tutti i tre incontri la Costa Rica viene eliminata nella fase a gironi. Rodríguez rimane in rosa con la U-17 fino al 2010.
Nel 2009 viene inserita in rosa nella formazione Under-20. Grazie al terzo posto ottenuto al campionato nordamericano di categoria, vincendo per 1-0 la finalina sulle avversarie del Canada, la squadra accede al suo primo campionato mondiale femminile Under 20 di calcio, quello di Germania 2010 e Rodríguez viene nuovamente convocata. La nazionale costaricana, inserita nel girone A con Colombia, Francia e Germania, non riesce a vincere alcuna delle tre partite disputate e viene eliminata.
Rodríguez rimane in rosa con la U-20 fino al 2011, giocando il campionato nordamericano femminile Under 20 di calcio 2011; tuttavia già dal 2010 è selezionata per la nazionale maggiore dove fa il suo debutto nell'CONCACAF Women's Gold Cup 2010, terminata con un quarto posto.
Rodríguez contribuisce alla conquista della finale alla successiva edizione del 2014 la quale, pur persa con un rotondo 6-0 con le avversarie degli Stati Uniti, accede di diritto al campionato mondiale di Canada 2015, primo mondiale nella storia del calcio femminile costaricano.
La selezionatrice Amelia Valverde la inserisce in rosa nella formazione che dovrà affrontare il gruppo A con Brasile, Corea del Sud e Spagna, e durante il torneo Rodríguez segna la rete con cui a Montréal, il 9 giugno 2015, pareggia la partita con le avversarie della Spagna, prima rete costaricana in un mondiale. La Costa Rica, pur riuscendo a pareggiare due dei tre incontri del girone non riesce a superare il turno e viene eliminata.

## Palmarès

### Club
- National Women's Soccer League: 1

Portland Thorns: 2022
- NWSL Challenge Cup: 1

Portland Thorns: 2021

### Individuale
- Hermann Trophy: 1

2015